# Върбоец
Върбоец или понякога книжовно Върбовец (на македонска литературна норма: Врбоец) е село в община Крушево, Северна Македония.

## География
Селото е разположено на няколко километра западно от Кривогащани.

## История
В XIX век Върбоец е смесено село на албанци, българи и цигани в Прилепска кааза на Османската империя. В „Етнография на вилаетите Адрианопол, Монастир и Салоника“, издадена в Константинопол в 1878 година и отразяваща статистиката на населението от 1873 година Върбовци (Varbovtzi) е посочено като село с 43 домакинства и 80 жители мюсюлмани, 74 българи и 40 цигани.
Според статистиката на Васил Кънчов („Македония. Етнография и статистика“) от 1900 година Върбоецъ или Върбовци има 234 жители, от които мнозинството от 150 души са албанци мохамедани, циганите са 66, а българите са най-малко само 24, всички от тях християни.
На Етнографската карта на Битолския вилает на Картографския институт в София от 1901 година Върбовец е чисто турско село в Прилепската каза на Битолския санджак с 42 къщи.
Според Никола Киров („Крушово и борбите му за свобода“) към 1901 година Върбовецъ има 50 турски къщи.
Според Димитър Гаджанов в 1916 година във Върговец живеят 250 турци.
Църквата „Рождество на Пресвета Богородица“ е започната в 1966 и е завършена в 1972 година, когато е и осветана от епископ Ангеларий Пелагонийски. Представлява еднокорабна сграда с полукръгла апсида на източната страна.
Според преброяването от 2002 година селото има 256 жители, от които 255 северномакедонци и един друг.

## Личности
Родени във Върбоец
- Арслан Нуман, арестуван преди април 1904 година, обвинен, че е „дръзнал да пали къщите и да краде предмети на населението от Крушево по време на битката, която се случила в Крушево по време на бунта“, обвинен от Обвинителната комисия, лежал в Битолския затвор, амнистиран с общата амнистия от 12 април 1904 година[8]
- Мухтар Адем Салих, арестуван преди април 1904 година, обвинен, че е „откраднал един кон от добитъка, който се разпръснал по планината по време на Крушевските събития“, осъден на 1 година от Апелативния наказателен съд, лежал в Битолския затвор, амнистиран с общата амнистия от 12 април 1904 година[9]
- Неби Хуршид, арестуван преди април 1904 година, обвинен, че е „по време на бунта е откраднал предмети от Крушево“, затворен с решение на Прилепския следствен отдел, лежал в Прилепския затвор, амнистиран с общата амнистия от 12 април 1904 година[10]
- Сюлейман Омер, арестуван преди април 1904 година, обвинен, че е „по време на бунта е откраднал предмети от Крушево“, затворен с решение на Прилепския следствен отдел, лежал в Прилепския затвор, амнистиран с общата амнистия от 12 април 1904 година[10]
- Шабан Хуршид, арестуван преди април 1904 година, обвинен, че „по време на Крушевските събития, разбил вратата на къщата Георги Илия от Тръстеник, влязал вътре и откраднал някои предмети, също така и някои домашни животни“, осъден на 1 година от Апелативния наказателен съд, лежал в Битолския затвор, амнистиран с общата амнистия от 12 април 1904 година[11]
- Фаик Сеид, арестуван преди април 1904 година, обвинен, че „по време на Крушевските събития, разбил вратата на къщата Георги Илия от Тръстеник, влязал вътре и откраднал някои предмети, също така и някои домашни животни“, осъден на 1 година от Апелативния наказателен съд, лежал в Битолския затвор, амнистиран с общата амнистия от 12 април 1904 година[11]